# Тайное воссоединение
«Тайное воссоединение» (англ. The Secret Reunion, кор. 의형제  Ui-hyeong-je; также известен под названиями «Братья по крови» и «Тайное Единство») — корейский триллер 2010 года, дебютный кинофильм режиссёра Чан Хуна.

## Сюжет
Лента рассказывает о двух секретных агентах из Северной и Южной Кореи, которые в силу своей работы противостоят друг другу. Шесть лет назад они впервые встретились во время стрельбы в самом центре Сеула. С тех пор многое изменилось, но они снова встретились.
После этой случайной встречи, они снова начинают деловое сотрудничество, каждый преследуя собственную цель и свои интересы.

## Номинации и награды
- 2010 — Премия «Голубой дракон» в номинации «Лучший фильм»